# Ronde van Thüringen voor vrouwen 2024
De 36e editie van de wielerwedstrijd Ronde van Thüringen voor vrouwen (Thüringen Rundfahrt der Frauen of Lotto Thüringen Ladies Tour) werd in 2024 verreden van 25 tot en met 30 juni. De wedstrijd maakt deel uit van de UCI Women's ProSeries 2024. De ronde ging van start in Jena en finishte in Schmalkalden. De vijfde etappe was een individuele tijdrit van 31,5 kilometer. In alle zes etappes was de startplaats ook de aankomstplaats. De vorige editie werd gewonnen door de Belgische Lotte Kopecky. Zij werd opgevolgd door de Amerikaanse Ruth Edwards. Zij ontsnapte in de eerste etappe samen met de Belgische Margot Vanpachtenbeke. Ze bleven het peloton 2,5 minuut voor. In het eindklassement behield Edwards twee minuten van haar voorsprong op Mischa Bredewold, die de tijdrit wist te winnen.

## Deelname
Er namen tien UCI Women's World Tour-ploegen, zes continentale teams en twee nationale selecties deel. In totaal gingen 103 rensters van start.
| WorldTour                                                                           | WorldTour                                                 | Continentaal                                                                                                | Nationale selectie  |
| ----------------------------------------------------------------------------------- | --------------------------------------------------------- | --- | ------------------- |
| AG Insurance-Soudal Canyon-SRAM Ceratizit-WNT Fenix-Deceuninck Human Powered Health | Lidl-Trek Roland Team SD Worx UAE Team ADQ Uno-X Mobility | Ara-Skip Capital EF Education-Cannondale Liv AlUla Jayco Continental LKT Team Maxx-Solar Rose VolkerWessels | Duitsland Nederland |

## Etappe-overzicht
| Etappe | Datum   | Start        | Finish       | Type                | Afstand  | Winnaar               | Klassementsleider     |
| ------ | ------- | ------------ | ------------ | ------------------- | -------- | --------------------- | --------------------- |
| 1      | 25 juni | Jena         | Jena         | Heuvelrit           | 118,5 km | Margot Vanpachtenbeke | Margot Vanpachtenbeke |
| 2      | 26 juni | Gera         | Gera         | Heuvelrit           | 119,2 km | Martina Fidanza       | Margot Vanpachtenbeke |
| 3      | 27 juni | Erfurt       | Erfurt       | Heuvelrit           | 144,6 km | Martina Fidanza       | Margot Vanpachtenbeke |
| 4      | 28 juni | Mühlhausen   | Mühlhausen   | Heuvelrit           | 111,4 km | Lucinda Brand         | Margot Vanpachtenbeke |
| 5      | 29 juni | Altenburg    | Altenburg    | Individuele tijdrit | 31,5 km  | Mischa Bredewold      | Ruth Edwards          |
| 6      | 30 juni | Schmalkalden | Schmalkalden | Heuvelrit           | 105,4 km | Sandra Alonso         | Ruth Edwards          |

## Klassementenverloop
| Etappe      | Winnaar               | Algemeen klassement · | Puntenklassement ·    | Bergklassement ·      | Jongerenklassement · | Ploegenklassement |
| ----------- | --------------------- | --------------------- | --------------------- | --------------------- | -------------------- | ----------------- |
| 1           | Margot Vanpachtenbeke | Margot Vanpachtenbeke | Margot Vanpachtenbeke | Margot Vanpachtenbeke | Linda Riedmann       | VolkerWessels     |
| 2           | Martina Fidanza       | Margot Vanpachtenbeke | Margot Vanpachtenbeke | Eline Jansen          | Linda Riedmann       | VolkerWessels     |
| 3           | Martina Fidanza       | Margot Vanpachtenbeke | Martina Fidanza       | Eline Jansen          | Linda Riedmann       | VolkerWessels     |
| 4           | Lucinda Brand         | Margot Vanpachtenbeke | Mischa Bredewold      | Katarzyna Niewiadoma  | Eline Jansen         | VolkerWessels     |
| 5           | Mischa Bredewold      | Ruth Edwards          | Mischa Bredewold      | Katarzyna Niewiadoma  | Shirin van Anrooij   | Lidl-Trek         |
| 6           | Sandra Alonso         | Ruth Edwards          | Karlijn Swinkels      | Katarzyna Niewiadoma  | Shirin van Anrooij   | Lidl-Trek         |
| Eindstanden | Eindstanden           | Ruth Edwards          | Karlijn Swinkels      | Katarzyna Niewiadoma  | Shirin van Anrooij   | Lidl-Trek         |

Wielerweek van Valencia · 
Nokere Koerse · 
Dwars door Vlaanderen · 
Brabantse Pijl · 
Clásica Féminas de Navarra · 
GP Ciudad de Eibar ·  
Ronde van Thüringen · 
GP Stuttgart · 
Ronde van Emilia · 
Ronde van de Drie Valleien